# Hung Up
Hung Up is de eerste single van Madonna's tiende studioalbum Confessions on a Dance Floor. Het werd uitgebracht in 2005 en bereikte in Nederland de #1-positie. Het is Madonna's eerste notering in 2 jaar tijd (haar laatste hit was de gastbijdrage op Me Against the Music van Britney Spears). Het lied werd eerst als download aangeboden voor het op single werd gezet, iets dat Madonna eerder weigerde te doen. Het nummer heeft zeven weken de Nederlandse Top 40 aangevoerd en is daarmee de op vier na grootste nummer 1-hit van een solozangeres in Nederland. Het was 18 jaar en 82 dagen geleden dat Madonna op nummer 1 stond, toen met Who's that girl. In de Single Top 100 stond het 21 weken genoteerd, waarvan 4 weken op de eerste plaats.
Hung Up stond in 42 landen op nummer 1.

## Informatie
Het lied is medegeschreven en -geproduceerd door Madonna en Stuart Price. Het is opgezet rond een sample van Gimme! Gimme! Gimme! (A Man After Midnight), de ABBA-hit uit 1979. Het nummer bevat ook teksten uit Madonna's duet met Prince uit 1989, Love Song (afkomstig van het album Like A Prayer). Madonna beschrijft in dit lied haar frustraties over het feit dat ze alles doet voor haar liefde.
Op 6 september 2005 lekten twee fragmenten van het lied (ieder dertien seconden) uit op het internet. Op 13 oktober was het volledige lied uitgelekt, waardoor Madonna's label het op dezelfde dag beschikbaar stelde als promotiesingle, een week eerder dan gepland. Hung Up kon vanaf 17 oktober gedownload worden via iTunes, en vanaf 4 november in Nederland gekocht worden.

## Videoclip
De video voor Hung Up zou eerst door David LaChapelle gemaakt worden, maar op 20 september werd bekend dat LaChapelle en Madonna door afwijkende ideeën van verdere samenwerking afzagen. LaChapelle wilde graag een realistische en rauwe clip maken, in dezelfde lijn als zijn laatste documentaire Rize, terwijl Madonna zo jong mogelijk in een kleurrijke clip wilde verschijnen.
In plaats daarvan werd de clip gemaakt door de Zweedse regisseur Johan Renck. De opnames zouden oorspronkelijk 5, 6 en 8 oktober plaatsvinden, maar door het uitlopen van de repetities vonden de opnames plaats op 8 en 9 oktober. De video werd op elf verschillende locaties in Londen geschoten, waaronder Chinatown. De clip werd voor het eerst getoond op 27 oktober.
De video heeft geen verhaallijn, maar richt zich, op verzoek van Madonna, vooral op dans en kleur. De clip is opgedeeld in twee delen, en begint met Madonna die in een roze aerobics-pakje danst op haar muziek. Tussendoor worden beelden getoond van verschillende mensen in restaurants en bij een bushokje. In het tweede deel gaat Madonna naar een club en danst met anderen op de dansvloer.

## Hitnotering
| "Hung Up" in de Nederlandse Top 40 - binnen: 5 november 2005 | "Hung Up" in de Nederlandse Top 40 - binnen: 5 november 2005 | "Hung Up" in de Nederlandse Top 40 - binnen: 5 november 2005 | "Hung Up" in de Nederlandse Top 40 - binnen: 5 november 2005 | "Hung Up" in de Nederlandse Top 40 - binnen: 5 november 2005 | "Hung Up" in de Nederlandse Top 40 - binnen: 5 november 2005 | "Hung Up" in de Nederlandse Top 40 - binnen: 5 november 2005 | "Hung Up" in de Nederlandse Top 40 - binnen: 5 november 2005 | "Hung Up" in de Nederlandse Top 40 - binnen: 5 november 2005 | "Hung Up" in de Nederlandse Top 40 - binnen: 5 november 2005 | "Hung Up" in de Nederlandse Top 40 - binnen: 5 november 2005 | "Hung Up" in de Nederlandse Top 40 - binnen: 5 november 2005 | "Hung Up" in de Nederlandse Top 40 - binnen: 5 november 2005 | "Hung Up" in de Nederlandse Top 40 - binnen: 5 november 2005 | "Hung Up" in de Nederlandse Top 40 - binnen: 5 november 2005 | "Hung Up" in de Nederlandse Top 40 - binnen: 5 november 2005 | "Hung Up" in de Nederlandse Top 40 - binnen: 5 november 2005 | "Hung Up" in de Nederlandse Top 40 - binnen: 5 november 2005 | "Hung Up" in de Nederlandse Top 40 - binnen: 5 november 2005 | "Hung Up" in de Nederlandse Top 40 - binnen: 5 november 2005 | "Hung Up" in de Nederlandse Top 40 - binnen: 5 november 2005 | "Hung Up" in de Nederlandse Top 40 - binnen: 5 november 2005 |
| Week                                                         | 1                                                            | 2                                                            | 3                                                            | 4                                                            | 5                                                            | 6                                                            | 7                                                            | 8                                                            | 9                                                            | 10                                                           | 11                                                           | 12                                                           | 13                                                           | 14                                                           | 15                                                           | 16                                                           | 17                                                           | 18                                                           | 19                                                           | 20                                                           |                                                              |
| ------------------------------------------------------------ | ------------------------------------------------------------ | ------------------------------------------------------------ | ------------------------------------------------------------ | ------------------------------------------------------------ | ------------------------------------------------------------ | ------------------------------------------------------------ | ------------------------------------------------------------ | ------------------------------------------------------------ | ------------------------------------------------------------ | ------------------------------------------------------------ | ------------------------------------------------------------ | ------------------------------------------------------------ | ------------------------------------------------------------ | ------------------------------------------------------------ | ------------------------------------------------------------ | ------------------------------------------------------------ | ------------------------------------------------------------ | ------------------------------------------------------------ | ------------------------------------------------------------ | ------------------------------------------------------------ | ------------------------------------------------------------ |
| Nummer                                                       | 10                                                           | 1                                                            | 1                                                            | 1                                                            | 1                                                            | 1                                                            | 1                                                            | 1                                                            | 2                                                            | 3                                                            | 3                                                            | 4                                                            | 5                                                            | 12                                                           | 21                                                           | 21                                                           | 23                                                           | 28                                                           | 32                                                           | 32                                                           | uit                                                          |

| "Hung Up" in de Single Top 100 - binnen: 12 november 2005 | "Hung Up" in de Single Top 100 - binnen: 12 november 2005 | "Hung Up" in de Single Top 100 - binnen: 12 november 2005 | "Hung Up" in de Single Top 100 - binnen: 12 november 2005 | "Hung Up" in de Single Top 100 - binnen: 12 november 2005 | "Hung Up" in de Single Top 100 - binnen: 12 november 2005 | "Hung Up" in de Single Top 100 - binnen: 12 november 2005 | "Hung Up" in de Single Top 100 - binnen: 12 november 2005 | "Hung Up" in de Single Top 100 - binnen: 12 november 2005 | "Hung Up" in de Single Top 100 - binnen: 12 november 2005 | "Hung Up" in de Single Top 100 - binnen: 12 november 2005 | "Hung Up" in de Single Top 100 - binnen: 12 november 2005 | "Hung Up" in de Single Top 100 - binnen: 12 november 2005 | "Hung Up" in de Single Top 100 - binnen: 12 november 2005 | "Hung Up" in de Single Top 100 - binnen: 12 november 2005 | "Hung Up" in de Single Top 100 - binnen: 12 november 2005 | "Hung Up" in de Single Top 100 - binnen: 12 november 2005 | "Hung Up" in de Single Top 100 - binnen: 12 november 2005 | "Hung Up" in de Single Top 100 - binnen: 12 november 2005 | "Hung Up" in de Single Top 100 - binnen: 12 november 2005 | "Hung Up" in de Single Top 100 - binnen: 12 november 2005 | "Hung Up" in de Single Top 100 - binnen: 12 november 2005 | "Hung Up" in de Single Top 100 - binnen: 12 november 2005 |
| Week                                                      | 1                                                         | 2                                                         | 3                                                         | 4                                                         | 5                                                         | 6                                                         | 7                                                         | 8                                                         | 9                                                         | 10                                                        | 11                                                        | 12                                                        | 13                                                        | 14                                                        | 15                                                        | 16                                                        | 17                                                        | 18                                                        | 19                                                        | 20                                                        | 21                                                        |                                                           |
| --------------------------------------------------------- | --------------------------------------------------------- | --------------------------------------------------------- | --------------------------------------------------------- | --------------------------------------------------------- | --------------------------------------------------------- | --------------------------------------------------------- | --------------------------------------------------------- | --------------------------------------------------------- | --------------------------------------------------------- | --------------------------------------------------------- | --------------------------------------------------------- | --------------------------------------------------------- | --------------------------------------------------------- | --------------------------------------------------------- | --------------------------------------------------------- | --------------------------------------------------------- | --------------------------------------------------------- | --------------------------------------------------------- | --------------------------------------------------------- | --------------------------------------------------------- | --------------------------------------------------------- | --------------------------------------------------------- |
| Nummer                                                    | 1                                                         | 1                                                         | 1                                                         | 2                                                         | 1                                                         | 5                                                         | 5                                                         | 5                                                         | 4                                                         | 3                                                         | 6                                                         | 11                                                        | 16                                                        | 20                                                        | 33                                                        | 33                                                        | 37                                                        | 50                                                        | 65                                                        | 71                                                        | 79                                                        | uit                                                       |

### NPO Radio 2 Top 2000
| Nummer met noteringen in de NPO Radio 2 Top 2000 | '09  | '10  | '11  |
| ------------------------------------------------ | ---- | ---- | ---- |
| Hung Up                                          | 1641 | 1646 | 1873 |

1. ↑  Een vetgedrukt getal geeft de hoogste notering aan.
2. ↑  2009 was het eerste jaar met een notering voor dit nummer.
3. ↑  Deze tabel is bijgewerkt tot en met de laatste editie (2024).